# Sociedad Deportiva Teucro
La Sociedad Deportiva Teucro es un equipo de balonmano español de la ciudad de Pontevedra, en Galicia. Fundado en 1945, es el vicedecano del balonmano español, por detrás del BM Granollers. Actualmente compite en Primera Nacional, tercer nivel del balonmano español. 
A lo largo de su historia ha disputado 18 temporadas en la Liga Asobal, máxima categoría del balonmano español. Su mejor participación fue el cuarto puesto en la temporada 1994-95, clasificándose para la Copa EHF, en aquel momento la tercera competición europea en importancia. El equipo también ha sido semifinalista de la Copa del Rey en dos ocasiones, en las temporadas 1992-93 y 2003-04.

## Historia
Vicedecano del balonmano español, la Sociedad Deportiva Teucro se constituyó oficialmente como club el 4 de mayo de 1945, con el fin de dar continuidad en torneos federados a los jóvenes que participaban en competiciones deportivas, incluyendo en aquel momento 11 modalidades: gimnasia, atletismo, fútbol, baloncesto, balonmano, remo, natación, hockey, ciclismo, ajedrez y ping-pong.
En 1948, la Federación Española de Balonmano le concedió al Teucro la organización de la Fase Final del Campeonato de España de balonmano, en la modalidad de "juego a once", por la estupenda trayectoria del equipo teucrista. La Fase Final la disputarían, junto con la SD Teucro: el Barcelona FC, Real Sociedad de San Sebastián y SEU de Barcelona. La afición del Teucro se destaca ya en aquellos años como una de las mejores de España.

### Mediados de los 90: mejor Teucro de la historia
Los mediados de los 90 marcan la mejor etapa de la historia de la S.D. Teucro, llegando a semifinales de Copa del Rey en la temporada 92/93 donde cayó ante el F.C. Barcelona.
La consecución del 4º puesto al final de la Liga Asobal en la temporada 94/95, el mejor hasta el momento. Equipo formado por Tomás Fontán, Fernando Benés, Geni Martínez, Gabi Ben Modo, Velo Rajic, Ratsko Stefanovic, Jordi Fernández, Quique Domínguez, Chema Cid, Marcos Pérez, Dejan Peric y Martín Domínguez. Entrenados por Fran Teixeira.
Esa clasificación permitió que el Teucro disputase la temporada 95/96 la Copa EHF, donde cayó eliminado en la primera eliminatoria que disputó contra el Elektromos de Budapest húngaro. Esta etapa finaliza en la temporada 96/97 con el descenso a División de Honor B (actual División de Honor Plata) del equipo dirigido por David Antón.

### Temporada 2009 a 2015: los años agónicos
Tras competir durante 6 temporadas en la División de Honor Plata (2009 a 2015), el domingo 3 de mayo de 2015 la SD Teucro logró de nuevo el ascenso a la Liga Asobal.

### Temporada 2015/2016: la vuelta a ASOBAL
El Teucro comenzó bien la primera vuelta, logrando ganar a Guadalajara, Ciudad Encantada, Puerto Sagunto y Ademar en los cuatro primeros partidos jugados en Pontevedra. Pero desde el 31 de octubre hasta el final de la temporada solo conseguiría 7 puntos de los 42 posibles, provocando el descenso del equipo a la División de Honor Plata.

### Temporada 2016/2017: la gran racha y el retorno a Asobal
El sábado 1 de abril de 2017, el Teucro vence en casa a Alarcos Ciudad Real, consiguiendo aumentar su racha hasta los 23 partidos sin perder en su categoría (División de Honor Plata), desde el 24 de septiembre de 2016, algo solo superado por el FC Barcelona, que lleva más de 120 partidos imbatido en la Liga Asobal. Dicha racha llega a su fin el 8 de abril tras caer derrotado en la pista del BM. Alcobendas.
El sábado 22 de abril de 2017 el Teucro regresa a la Liga Asobal un año después de su descenso, tras empatar en casa con el F.C. Barcelona B y aprovecharse de la derrota del ARS Palma del Río en la pista del Club Handbol Bordils.
Más información en: https://teucro.es/club/historia/